# Burkhard Landers
Burkhard Landers (* 1956 in Wesel) ist ein deutscher Unternehmer, Verbandsfunktionär und seit 2009 Präsident der Niederrheinischen Industrie- und Handelskammer (IHK).

## Biografie
Burkhard Landers wurde wie sein Bruder Norbert als Sohn des Unternehmers und Geschäftsführers der Landers-Firmengruppe Siegfried Landers und Hannelore Landers, geborene Beltrop, geboren. 2009 wurde Landers Präsident der Niederrheinischen IHK. Im Juni 2022 gab er bekannt sein Amt nach 13 Jahren Tätigkeit zum Jahresende niederzulegen. Zum 7. Dezember soll Werner Schaurte-Küppers als sein Nachfolger das Amt weiterführen.
Landers ist Geschäftsführer der Landers Unternehmensgruppe, einem in Produktions- und Werkslogistik und Immobilien tätigen, von dem Kaufmann Willi Landers begründeten Familienunternehmen, welches er in dritter Generation führt. Sein Vorgänger als geschäftsführender Gesellschafter der Landers-Firmengruppe war sein Vater, der 1924 in Bocholt als Sohn von Willi und Jetty Landers geborene und in Wesel tätig gewesene Unternehmer Siegfried Landers.
Er ist außerdem Vizepräsident der Landesarbeitsgemeinschaft der 16 Industrie- und Handelskammern in Nordrhein-Westfalen (IHK NRW) und Vorsitzender des Umwelt- und Energieausschusses im Deutschen Industrie- und Handelskammertag (DIHK). Bis zuletzt war Landers Mitglied und stellvertretender Vorsitzender des Vorstandes der IHK Foreign Skills Approval (FOSA) in Nürnberg.
Landers ist verheiratet, hat zwei erwachsene Töchter und lebt in Wesel.

## Auszeichnungen
- 2023 wurde Landers mit dem „Preis Soziale Marktwirtschaft 2023“ von der Duisburger Fasel-Stiftung ausgezeichnet.[7]